# Nihoa courti
Nihoa courti är en spindelart som beskrevs av Raven 1994. Nihoa courti ingår i släktet Nihoa och familjen Barychelidae. Inga underarter finns listade i Catalogue of Life.